# 1. Magyar Filmhét
Az 1. Magyar Filmhetet 2014. október 13. és 19. között rendezte meg Budapesten a Magyar Nemzeti Filmalap (MNF) és a Nemzeti Média- és Hírközlési Hatóság (NMHH), a Magyar Filmakadémia (MFA) közreműködésével. A rendezvény nyitóestjét a Művészetek Palotájában tartották, a filmbemutatók fő helyszíne a Cinema City MOM Park volt, de kísérő vetítéseket tartottak a Tabán és a Puskin filmszínházakban is. A Filmhéten díjakat nem osztottak, a díjátadó gálát szervezési okokból elhalasztották.
A Magyar Filmhét céljául azt tűzték ki, hogy a nagyközönség és a filmszakma képviselői megismerhessék az utolsó filmszemle óta eltelt időszak filmtermését, ezért nevezni a 2012. február 5. és 2014. december 31. között bemutatott, vagy bemutatásra kerülő filmalkotásokat lehetett, hat műfaji kategóriában.
A Magyar Filmhét nevezési határideje szeptember 8-án lezárult. A három évet átfogó fesztiválra végül is rekord mennyiségű, közel 350 alkotást (28 nagyjátékfilmet, ebből hét elsőfilmes alkotó munkája, 17 tévéjátékfilmet, 85 kisjátékfilmet, 64 animációs filmet, valamint 112 dokumentum- és 36 ismeretterjesztő filmet) neveztek be. Az alkotások között a Színház- és Filmművészeti Egyetemen, a MOME-n, a BME-n és az ELTE-n készült vizsga- és diplomafilmek is nagy számban szerepeltek.

## A rendezvény
2014 októberében a Filmakadémia sem szervezettségben, sem létszámában nem volt még képes egy fesztivál megrendezésére ezért a Magyar Filmhetet az MNF és az NMHH szervezte meg 2014. október 13. és 19. között, díjazás nélkül, mivel úgy tervezték, hogy – figyelembe véve a Filmhét után, 2014. december 31-ig bemutatott filmeket is – a díjak kiosztását a Filmakadémia hajtja végre 2015 februárjában. Az akadémia szervezése és bírósági bejegyzése azonban elhúzódott, az első taggyűlést csak 2015 januárjában tudták megtartani, ezért a díjátadót előbb 2015 őszére, majd 2016-ra, a 2. Magyar Filmhétre halasztották.
A Művészetek Palotájában tartott ünnepélyes megnyitón nem egy, a Filmalap által támogatott új magyar produkció került bemutatásra, hanem a nézők egy filmritkaságot tekinthettek meg. Ekkor mutatták be 2006-os megtalálása óta először Kertész Mihály A tolonc című, 100 éves némafilmjének teljes egészében felújított, digitalizált változatát. A főszerepben a korszak színészóriása, Jászai Mari, továbbá Berky Lili és Várkonyi Mihály korabeli filmsztárok láthatók. A Tóth Ede 1875-ben írt népszínműve alapján 1914 nyarán Kolozsvárott és környékén forgatott film az Oscar-díjas rendező legrégebbi, egyben egyetlen ez ideig fellelt magyar alkotása. A filmhez a Maestro című Oscar-jelölt magyar animációs film zenéjét is jegyző Pacsay Attila komponált kísérőzenét, amelyet a nyitógálán az 52 tagú Pannonia Symphony Orchestra adott elő. A filmhez kapcsolódóan a fesztivál második napján a Magyar Nemzeti Digitális Archívum és Filmintézet filmtörténeti konferenciát szervezett A tolonc és az I. világháború címmel.
A filmes seregszemle rangjának emelése végett a szervezők több kísérőprogramot is szerveztek:
- Az Uránia Nemzeti Filmszínházban szeptember 26-tól Mesterek szemével címmel négy hétvégén emlékeztek meg olyan legendás filmalkotókról, mint Jancsó Miklós, Maár Gyula, Xantus János, Kézdi-Kovács Zsolt és Szécsényi Ferenc.
- A fesztivállátogatók egy kiállítást is megtekinthettek Maár Gyula festményeiből.
- Megtartották a III. Magyar Forgatókönyv Börzét, amelyhez a MNF előzetesen egy egész estés játékfilm treatment pályázatot hirdetett a magyar filmszakma aktív alkotói és pályakezdő fiatalok számára. A beérkezett 215 pályaműből a legjobb 8 forgatókönyvíró a rendezvény harmadik napján bemutathatta projektjét. Közülük szakmai zsűri választotta ki a három legígéretesebb treatmentet, amelyek alkotói lehetőséget kaptak arra, hogy forgatókönyvüket a MNF szakmai és anyagi támogatásával dolgozzák ki.
- Három év magyar filmplakátjaiból rendeztek kiállítást a Cinema City MOM Parkban.
- A rendezvény egy-egy napján a közönség interaktív módon nyerhetett bepillantást a filmes világ kulisszái mögé a maszkmesteri, a szinkron-, a virtuális 3D, valamint az animációs stúdiók segítségével.
- Közönségtalálkozók keretében lehetőség volt egyes nagyjátékfilmek alkotóival beszélgetni, őket faggatni.[2]

Díjátadó híján a rendezvény záróeseményét a Bálna rendezvényközpontban tartották, melyen a Budapest Bár – A pesti dal története című dokumentumfilmet vetítették.

## Filmkategóriák

### Nagyjátékfilmek
- A nagy füzet, rendezte: Szász János
- Aglaja, rendezte: Deák Krisztina
- Aura, rendezte: Bernáth Zsolt
- Az erdő, rendezte: Tolnai Szabolcs
- Bedobozolt kacatok egy Magyar litánia, rendezte: Puszt Tibor
- Berosált a rezesbanda, rendezte: Mátyássy Áron
- Coming out, rendezte: Orosz Dénes
- Couch Surf, rendezte: Dyga Zsombor
- Délibáb, rendezte: Hajdu Szabolcs
- Drága Elza!, rendezte: Füle Zoltán
- Fehér isten, rendezte: Mundruczó Kornél
- Fekete leves, rendezte: Novák Erik
- Free entry, rendezte: Kerékgyártó Yvonne
- Isteni műszak, rendezte: Bodzsár Márk
- LogIn, rendezte: Barnóczky Ákos
- Megdönteni Hajnal Tímeát, rendezte: Herczeg Attila
- Nejem, nőm, csajom, rendezte: Szajki Péter
- Nekem Budapest, rendezte: Ferenczik Áron, Kárpáti György Mór, Pluhár Attila, Szeiler Péter, Bálint Dániel, Szimler Bálint, Kapronczai Erika, Csuja László, Muhi András Pires, Reisz Gábor [8]
- Pillangók, rendezte: N. Forgács Gábor
- Senki szigete, rendezte: Török Ferenc
- Sherlock Holmes nevében, rendezte: Bernáth Zsolt
- Swing, rendezte: Fazekas Csaba
- Szabadesés, rendezte: Pálfi György
- Szülőföld, szex és más kellemetlenségek, rendezte: Kincses Réka
- Tüskevár, rendezte: Balogh György
- Utóélet, rendezte: Zomborácz Virág
- VAN valami furcsa és megmagyarázhatatlan, rendezte: Reisz Gábor
- Viharsarok, rendezte: Császi Ádám

### Tévéjátékfilmek
- 13. Filmtett Workshop filmjei
- A berni követ, rendezte: Szász Attila
- A galamb papné, rendezte: Vitézy László
- A legyőzhetetlenek, rendezte: Madarász Isti
- A rajzoló, rendezte: Mattyasovszky Zsolnay Bálint
- A régi házban, rendezte: Gödrös Frigyes
- A rögöcsei Csoda, rendezte: Dánielfy Zsolt
- A vizsga, rendezte: Bergendy Péter
- Az 5. íz, rendezte: Széles Tamás
- Fekete krónika: A louduni ördöghajsza, rendezte: Pajer Róbert
- Fekete krónika: A tüzes bíróság, rendezte: Pajer Róbert
- Földindulás, rendezte: Pozsgai Zsolt
- Hőskeresők, rendezte: Miklauzic Bence
- Isten szolgája Sándor István, rendezte: Dér András
- Pillangó, rendezte: Vitézy László
- Szabadság – Különjárat, rendezte: Fazakas Péter
- Utolsó órák, rendezte: Vecsernyés János

### Kisjátékfilmek
- 180/100, rendezte: Lőrincz Nándor, Nagy Bálint
- A győztes, rendezte: Géczy Dávid
- A hős útja, rendezte: Dimeth Balázs Ferenc
- A játék, rendezte: Mattyasovszky-Zsolnay Bálint
- A kéz élete, rendezte: Borsody István, Kiss Sándor
- A kivégzés, rendezte: Szőcs Petra
- A láthatatlan seb, rendezte: Kapitány Iván
- A látogató, rendezte: Fonyó Gergely
- A romlás virágai, rendezte: Tolnai Szabolcs
- A Strange Kind of Love, rendezte: Varsics Péter
- A teljesség felé, rendezte: Szalay Péter
- Á(l)lomás, rendezte: Vékes Csaba
- Agapé, rendezte: Bánovits Ottó
- Akasztófa, rendezte: Székely Előd
- Álmatlanság, rendezte: Szabó Virág
- Amit gondolok az egészről, rendezte: Ugron Réka
- Apám megmutatja, rendezte: Rattner Richárd
- Asszociáció, rendezte: Fekete Tamás, Nyoszoli Ákos
- Attitűd, rendezte: Miklós Dániel
- Bocs!, rendezte: Szirmai Márton
- Búcsú, rendezte: Móray Gábor, Dési András György
- Café Kör, rendezte: Baska Balázs
- Delfinkirály, rendezte: Szentpéteri Áron
- Édes otthon, rendezte: Badits Ákos
- Egy Tál Babnál Kevesebb, rendezte: Tóth Gergely
- Együtt, rendezte: Grosan Cristina
- El, rendezte: Ferge Roland
- Előbb adtam, rendezte: Brauner Máté
- Én is téged, nagyon, rendezte: Papp Gábor Zsigmond
- Én ma anyámnál alszom, rendezte: Csicskár Dávid
- Fa, rendezte: Vécsei Márton
- Fal, rendezte: Szabó Simon
- Fasírt, rendezte: Hartung Attila
- Flip, rendezte: Zsély Csilla
- Hátsó lépcső, rendezte: Pápai Pici
- Hetvenes, rendezte: Dombrovszky Linda
- Idegen föld, rendezte: Kovács István
- Idegenek, rendezte: Kapitány Iván
- Incella kenyérért megy, rendezte: Széphelyi Júlia
- Interludium, rendezte: Alexander Belenykij
- Ischler, rendezte: Hartung Attila
- Játék, rendezte: Elyazgi Dénes Omar
- Játszótársak, rendezte: Visky Ábel
- Jég alatt, rendezte: László Barna
- Kispárizs, rendezte: Nagypál Orsi
- Körforgalom, rendezte: Nagypál Orsi
- Körök, rendezte: Molnár Lívia
- Lágy eső, rendezte: Nagy Dénes
- Lámpaláz, rendezte: Görögh Árpád
- Legenda, rendezte: Szirmai Márton
- Look Inside The Ghost Machine, rendezte: Lichter Péter
- Maflicsek, rendezte: Visky Ábel
- Marea (Árapály), rendezte: Breier Ádám
- Mélylevegő, rendezte: Kovács Claudia
- Minimál, rendezte: Szirmai Márton
- Nincs Senki, rendezte: Zsingor Dániel
- Parafrázis, rendezte: Kemény Eszter
- Provincia, rendezte: Kárpáti György Mór
- Ricsi, rendezte: Hörcher Gábor
- Rimbaud, rendezte: Lichter Péter
- Robinson, rendezte: Illés Attila
- Seduction, rendezte: Dimeth Balázs Ferenc
- Sintér, rendezte: Fabricius Gábor
- Szárítás, rendezte: Hevesi István
- Szépségkirálynő, rendezte: Oláh Judit
- Szeretetotthon, rendezte: Gárdonyi Edit
- Szezon után, rendezte: Moldovai Katalin
- Szimpla történet, rendezte: Bodnár V. Róbert
- Színjáték, rendezte: Dimeth Balázs Ferenc
- Szívradír, rendezte: Csukás Sándor
- Tetemre hívás, rendezte: Madarász Isti
- Tizenhárom és fél perc, rendezte: Hegedűs Georgina
- Tízezer, rendezte: Bendó Zsuzsanna
- Tünet, rendezte: Kovács Gábor Attila
- Turiszt, rendezte: Szabó Szonja
- Újratervezés, rendezte: Tóth Barnabás
- Útitárs, rendezte: Declan Hannigan
- Vágy, hogy indiánok lehessünk - Franz Kafka utolsó szerelme, rendezte: Szemző Tibor
- Vakáció a tengerparton, rendezte: Grosan Cristina
- Valaki vacsorára, rendezte: Dési András György, Móra Gábor
- Vénusz átvonulás, rendezte: Mojzes Milojev Zsanett
- Vér és tűsarok, rendezte: Géczy Dávid
- Visszajöttem volna, rendezte: Besenyei Zsuzsanna
- Yes, rendezte: M. Tóth Géza
- Zoltán, rendezte: Gábor Lóránd

### Animációs filmek
- A hókirály, rendezte: Bárdos Attila
- A jókedvű örmény temetése, rendezte: Szilágyi Varga Zoltán
- A Négyszögletű Kerek Erdő: Maminti, a kicsi zöld tündér, rendezte: Horváth Mária
- A rajzoló, rendezte: Orosz István
- Bab Berci köve, rendezte: Kovács Márton
- Berti és terelőkutya, rendezte: Goda Krisztina, Udvardi Jenő
- Berti, a rózsaszín barika, rendezte: Goda Krisztina, Udvardi Jenő
- Bestia Madre, rendezte: Gál Julianna
- Blackwood, rendezte: Gellár Csaba
- Bogyó és Babóca – 13 mese,[9] rendezte: M. Tóth Géza
- Bogyó és Babóca 2. – 13 új mese,[9] rendezte: M. Tóth Géza
- Bojtorján történetei – A férfias kézfogás, rendezte: Varga Zsolt Iván
- Borka és a varázsruha, rendezte: Benkovits Bálint, Gurmai Beáta
- Boxi: Firkák, rendezte: Klingl Béla
- Candide kalandjai, rendezte: Bera Nándor
- Carl, rendezte: Juhász Márk
- Cigánymesék: A cigányasszony meg az ördög, rendezte: Horváth Mária
- Dipendenza, rendezte: Zomborácz Virág, Horváth-Molnár Panna
- Dorottya legyőzi a hisztit, rendezte: Végső Ágota
- Dózsa 1514, rendezte: Cakó Ferenc
- Egy fazék méz, rendezte: Richly Zsolt
- Egy komisz kölyök naplója 2. - Fifi, rendezte: Gyulai Líviusz
- Egy róka, rendezte: Takács Anikó
- Ekete Pekete Cukota Pé, rendezte: Török Szilvi
- Eszterlánc, rendezte: Keresztes Dóra
- Fából faragott királyfi, rendezte: Ulrich Gábor
- Fejlakók 4. – Fejberendező, rendezte: Szoboszlay Eszter
- Fly Me to the moon, rendezte: Felvidéki Miklós
- Grimm Café, rendezte: Szirmai Márton
- Gyerekek vörös tájban, rendezte: Szoboszlay Péter
- Hajsza, rendezte: Lőrincz Áron
- Három nagymamám volt, rendezte: Glaser Katalin
- Hát (m)ilyenek a macskák, rendezte: Javorniczky Nóra
- Híd, rendezte: Bányai Zsuzsanna
- Hogyan keletkezett a világ?, rendezte: Tamás Iván
- Hölgy hosszú hajjal, rendezte: Bakos Barbara
- Hoppi mesék, rendezte: Rofusz Ferenc
- I Got Neighbours, rendezte: Varga Petra
- Igazi csata, rendezte: Bakos Barbara
- Ill Breed-ing, rendezte: Kolop Anita
- Jó, ha van, rendezte: Bognár Éva Katinka
- Karima álom, rendezte: Gellár Csaba
- Kék őzek, rendezte: Bakos Barbara
- Képtelen természetrajz: A kígyó, rendezte: Schibik József, Morvay Gábor
- Ki szelet vet, rendezte: Gelley Bálint, Horváth-Molnár Panna
- Kiút, rendezte: Ottlik Anna
- Lepkegyűjtő, rendezte: Nagy Orsolya
- Majom, rendezte: Horváth-Molnár Panna
- My Name is Boffer Bings, rendezte: Csáki László
- Nagy Mara, rendezte: Réthi Gábor
- Nyúl tavaszi éneke, rendezte: Bognár Éva Katinka
- Nyuszi és Őz, rendezte: Vácz Péter
- Örökség, rendezte: Bukta Zsolt
- Otthon, rendezte: Gelley Bálint
- Papírvilág, rendezte: Ruska László, Ringeisen Dávid
- Parabola, rendezte: Vácz Péter
- Peron, rendezte: Ottlik Anna, Hertelendi Amanda
- Sakk!, rendezte: Orosz István
- Septa a mélyben, rendezte: Juhász Márk
- Symphony No. 42, rendezte: Bucsi Réka
- Szörnycsapda, rendezte: Végső Ágota
- The Last Yeti, rendezte: Mészáros Borbála
- Trans Canada Highway, rendezte: Jurik Kristóf
- Transit, rendezte: Pántya Beáta

### Dokumentumfilmek
- „Mégiscsak érdemes ilyen öregnek lenni” (Vásáry Tamás 80!), rendezte: Sándor György
- „Szabálytalanul szabályost játszani” /magyar jazzdobosok, rendezte: Rozgonyi Ádám
- 2.em, rendezte: Kis Hajni
- 445 - Miért könnyezik mindenki Csíksomlyón?, rendezte: Lipcsei Attila, Rácz Géza
- 75 perc Fábri Zoltán filmrendezővel, rendezte: Medgyesi Gabriella
- A 791. nap, rendezte: Meggyes Krisztina
- A Barbárok kézfogása, rendezte: Mudry Péter
- A béke ára, a dél-tiroli autonómia, rendezte: Klein Judit, Ducki Witek
- A háló királya, rendezte: Zsigmond Dezső
- A Hópárduc talpra áll, rendezte: Kollmann András
- A jövő mozija, rendezte: Czabán György
- A kultúra napszámosa, rendezte: Zajti Gábor
- A magyar tej, rendezte: Karagity István
- A Malizoli, rendezte: Kisfaludy András
- A mozigépész, rendezte: Szórád Máté
- A Nagybereki Állami Gazdaság után, rendezte: Magyar Ferenc
- A nyomsávon, rendezte: Erdélyi János
- A rákok királya, rendezte: Zsigmond Dezső
- A szabadság rabságában - Portréfilm Holesch Dénesről, rendezte: Katona Szabolcs
- A szovjet levelezőpajtás, rendezte: Papp Gábor Zsigmond
- A tanyagondnok, rendezte: Gyöngyössy Bence
- A tartótiszt, rendezte: Varga Ágota
- A Templomépítő, rendezte: Szalai Györgyi
- A tér, rendezte: Gyarmathy Lívia
- A zuglói nyilasok pere, rendezte: Borsody István
- Albert Flórián, rendezte: Visontai Attila
- Ammen, rendezte: Szabó Szonja
- Átjárók, rendezte: Fekete Tamás
- Az utolsó remény, 1. rész A szabadság földjén, rendezte: Széles Tamás, Vojtkó Ferenc
- Bakonyi juhászasszony, rendezte: Petényi Katalin, Kabay Barna
- Belépési nyilatkozat, rendezte: Pap Ferenc és Pap Zsolt
- Besence Open, rendezte: Kovács Kristóf
- Bibó-emlékkönyv, 1979, rendezte: Surányi Z. András
- Budapest Bár – A pesti dal története, rendezte: Tóth Tamás
- BÚÉK - Egy közös film Magyarországról, rendezte: Halász Júlia, Kálmán Mátyás
- Coming Home, rendezte: Hatházi Fanni
- Csángó misszió, rendezte: Balog Gábor
- Cselekvő hit, rendezte: Páskándiné Sebők Anna
- Csonka vágányon, rendezte: Dékány István
- Dal a Sümegvár utcából - Balassa Sándor zeneszerző portréja, rendezte: Mispál Attila
- Dr. Lala, rendezte: Halász Glória
- Egy döntő pillanat, rendezte: Nagy Kata
- Egy év – Párhuzamos történetek, rendezte: Sipos András
- Egy utca, rendezte: Domokos János
- Elfelejtett parancsnok, rendezte: Domonkos László
- Elhallgatott gyalázat, rendezte: Skrabski Fruzsina
- Elhallgatott történelem Ha a kulák mozdulna..., rendezte: Dala István
- Erdély leírása a XX. század végén
- És a levelek lehullottak, rendezte: Papp Ferenc
- Fehér kard, rendezte: Tóth Péter Pál
- Fekete aranyláz, rendezte: Skrabski Fruzsina, Novák Tamás
- Fekete aranyláz – az Energol dosszié, rendezte: Skrabski Fruzsina, Novák Tamás
- Felsőbb parancs, rendezte: Nagy Viktor Oszkár, Petrik András
- Fischer Iván, rendezte: Sólyom András
- Food Markets – A város gyomrában – Budapest, rendezte: Stefano Tealdi, Papp Bojána
- Fürdőkaláka, rendezte: Zajti Gábor
- Gyaloglás gulágföldön – Tajmir-Norilszk, rendezte: Szalkai Zoltán
- Gyöngyöt az embernek, rendezte: Péterffy András
- Ha bírsz, rendezte: Szilágyi Zsófia
- Hangjegyesek, rendezte: Csukás Sándor, Oláh Kata
- Határúton, rendezte: Litauszki János
- Hon-vágy, rendezte: Szanyi Gyöngyi
- Hősök Aranygárdája, rendezte: Vándor Attila
- Íme, hitünk szent titka, rendezte: László Váradi Gyula
- Káin gyermekei, rendezte: Gerő Marcell
- Kényszerszinglik, rendezte: Skarbski Fruzsina
- Kezdet, karácsonyi és újévi népszokások, rendezte: Kézdi-Kovács Zsolt
- Kincseskert, rendezte: Zajti Gábor
- Kivonulás a paradicsomba, rendezte: Szekeres Csaba
- Kolozsvár – Város a XX. Század elején, rendezte: Kézdi-Kovács Zsolt
- Kopjafáktól a fatemplomokig, rendezte: Kézdi-Kovács Zsolt
- Kulák volt az apám, rendezte: Petényi Katalin, Kabay Barna
- Kútfúrás, avagy kincskeresés másképp, rendezte: Fejős Csilla
- Magyar bajusz, rendezte: Lakos Nóra
- Magyarok a Barcáért, rendezte: Kocsis Tibor
- Mária-út, rendezte: Dobronay László, Pajer Róbert
- Máriás Ferenc erdész: Életem, rendezte: Varga Árpád Zsolt
- Másik Magyarország – Töredékek egy falu hétköznapjaiból, rendezte: Nagy Dénes
- Mélyvíz, rendezte: Fekete Tamás
- Minden hajnalban, rendezte: Simon Balázs
- Minden nap egy nap, rendezte: Szalay Katalin
- Mintha nem otthon lennénk..., rendezte: Gulyás János
- Nemzeti Dokumentumfilm, rendezte: Salamon András
- Ösvény a Viharsarokban, rendezte: Kinyó Ferenczy Tamás
- Overdose – Vágta egy álomért, rendezte: Ferenczi Gábor
- Panoráma, rendezte: Surányi z. András
- Parador Húngaro, rendezte: Patrick Alexander, Aseneth Suárez Ruiz
- Próbaút, rendezte: Medgyesi Gabriella
- Raoul Wallenberg, rendezte: Horkay Istvan
- Rékai Kati, rendezte: Siki Laci
- Riksaláz, rendezte: Somogyvári Gergő
- Stigma, rendezte: Petényi Katalin, Kabay Barna
- Szabadság szárnyán, rendezte: Fazakas Péter
- Számomra Siklód, rendezte: Rácz Géza
- Székely lelemény, rendezte: Nagy Viktor Oszkár
- Szembesítés VIII. rész, rendezte: Gulyás Gyula
- Szent József a Dobroda partján, rendezte: B. Révész László
- Szeretettel, Jane, rendezte: Kormos Gyula
- Szilánkok, rendezte: Domokos János, Balog Gábor, Pápai Gergely
- Tatafilm, rendezte: Mátyássy Áron
- Távolság, rendezte: Zurbó Dorottya
- Tenyérnyi gyerekek, rendezte: Szuchy Zsuzsanna
- Tosko – Az utolsó turai prímás, rendezte: Kovács László
- Triptichon – Három filmballada, rendezte: Kinyó Ferenczy Tamás
- Utazás Szőnyi Zsuzsával, rendezte: Czencz József
- Vaddisznók, rendezte: Vincze Zoltán
- Vakondok 2 – Demoscene: Az Algoritmusok Művészete, rendezte: Matusik Szilárd
- Van berekfa, nincsen rét – Régi hagyományok – új gazdák Göcsejben, rendezte: Kinyó Ferenczy Tamás
- Városon kívüli találkozások, rendezte: Janovics Zoltán
- Vasárnapi ebéd, rendezte: Zurbó Dorottya
- Vérbírók, rendezte: Skrabski Fruzsina, Novák Tamás
- VHK – Akik móresre tanították a halált, rendezte: Nagy Júlia

### Ismeretterjesztő filmek
- A balatoni halászat, rendezte: Borsody István
- A bauxit expedíció, rendezte: Stodulka Gábor, Lerner János, Tóth Zsolt Marcell
- A bennünk rejlő védelem, rendezte: B.Révész László
- A Griff, a Dámvad és a Varjú, rendezte: Oláh Kata, Csukás Sándor
- A magyar alma, rendezte: Tősér Ádám
- A nagy fa árnyékában, rendezte: Somogyvári Rudolf
- A nagy fafilm, rendezte: Molnár Attila Dávid
- A Természet találmányai I-II, rendezte: Berta Enikő
- Ahol kinyílik a világ – A magyar operajátszás története, rendezte: M. Tóth Géza, Gerdelics Miklós
- Állványok mögött, rendezte: Zilahy Tamás
- Ariadne barlangjai – Húsz év a Pilis mélyén, rendezte: Ádám Bence
- Az életmentő – Semmelweis Ignác igaz története, rendezte: Katona Zsuzsa
- Az időgyűrű ura 3. – Rengetegben, rendezte: Tóth Zsolt Marcell
- Befogad és kitaszít a világ, rendezte: Skrabski Fruzsina
- Budapest Underground 2., rendezte: Lerner Balázs
- Csendes gyarmatosítók, rendezte: Mosonyi Szabolcs
- Dinoszauruszok és vadászaik, rendezte: dr. Babinszki Edit
- Endemica Hungarica, rendezte: Mosonyi Szabolcs
- Globál menü, rendezte: Novák Tamás
- Gyógyító hagyomány – Füvesasszonyok, kenőemberek 2., rendezte: Novobáczky Sándor
- Hónapsoroló – Az élő örökség 6. – Május, rendezte: Vojtkó Ferenc, Széles Tamás
- Isten embere 1. rész, rendezte: Széles Tamás
- Kellene kiskert bőtermő! – A mák, rendezte: Székely Orsolya
- Kellene kiskert bőtermő! – Tél, rendezte: Székely Orsolya
- Kondorostól a világhírig, rendezte: Bereczki Csaba
- Küzdelem egy csatornáért és egy millió munkahelyért, rendezte: Fazekas Lajos
- Liszt Ferenc és pesti Vigadó, rendezte: Nagy Anikó
- Magyar retró 2., rendezte: Papp Gábor Zsigmond
- Magyar szentek és boldogok. Az országegyesítő, rendezte: Jankovics Marcell
- Mese a somogyországi patakgörbítőkről, rendezte: Sáfrány József
- Neve is van: Budapest, rendezte: Kocsis Tibor
- Pannon kőtenger, rendezte: Oláh Kata, Csukás Sándor
- Pannónia Anno, rendezte: Szalay Péter
- Tájtitkok tudói, rendezte: Zajti Gábor
- Vad Szigetköz – A szárazföldi delta, rendezte: Mosonyi Szabolcs
- Valamit visz a víz – A pillepalack expedíció 3. – Palackra magyar, rendezte: Tóth Zsolt Marcell